# Vydra (vattendrag i Tjeckien)
Vydra är ett vattendrag i Tjeckien.   Det ligger i regionen Plzeň, i den sydvästra delen av landet, 130 km sydväst om huvudstaden Prag.